# Renzo Saravia
Renzo Saravia (* 16. Juni 1993 in Villa de María del Río Seco) ist ein argentinischer Fußballspieler, der beim Botafogo FR unter Vertrag steht. Der rechte Außenverteidiger ist seit September 2018 argentinischer Nationalspieler.

## Karriere

### Verein
Renzo Saravia stammt aus der Jugendarbeit des CA Belgrano, wo er seit 2011 aktiv war. Am 4. Mai 2013 (12. Spieltag) debütierte er in der höchsten argentinischen Spielklasse, als er beim 1:1-Unentschieden gegen den CA Unión von Beginn an auf dem Platz stand. In seiner ersten Spielzeit 2012/13 kam er in 8 Ligaspielen zum Einsatz. Nachdem er in der folgenden Saison 2013/14 nur fünf Spiele bestritt,  schaffte der Außenverteidiger in der Spielzeit 2014/15 mit 36 Einsätzen den Durchbruch in die Startformation der Celeste. In der folgenden Spielzeit 2015/16 wurde er dann auf die Bank verdrängt und kam auch in der Saison 2016/17 nur unregelmäßig zum Einsatz.
Nach 73 Einsätzen für Belgrano, in denen er ohne Torerfolg blieb, wechselte Saravia am 14. Juli 2017 vorerst auf Leihbasis für ein Jahr zum Ligakonkurrenten Racing Club. Der Verein aus Avellaneda sicherte sich außerdem eine optionale Kaufoption in Höhe von einer Million Euro für den Defensivmann. Die Saison 2017/18 begann er als Ersatzmann hinter dem erfahrenen Iván Pillud, verdrängte diesen jedoch im Verlauf der Spielzeit und wurde zum unumstrittenen Stammspieler. Letztlich kam er in 16 Ligaspielen zum Einsatz und Racing zog die Kaufoption zum Saisonende. Diesen Status behielt er auch in der nächsten Saison 2018/19 bei, in der er 21 Ligaspiele bestritt und mit seinem Verein die argentinische Meisterschaft gewann.
Zur Saison 2019/20 wechselte Saravia für eine Ablösesumme in Höhe von 5,5 Millionen Euro zum portugiesischen Erstligisten FC Porto, wo er einen Vierjahresvertrag unterzeichnete. Am 13. August 2019 debütierte er bei der 2:3-Heimniederlage gegen den FK Krasnodar in der Qualifikation zur UEFA Champions League, wurde jedoch bereits in der 38. Spielminute für Zé Luis eingewechselt. Bei den Dragões wurde er jedoch nur in Pokalspielen eingesetzt und erzielte am 5. Dezember 2019 beim 3:0-Sieg in der Taça da Liga gegen den Casa Pia AC sein erstes Tor.
A
m 28. Februar 2020 wechselte er auf Leihbasis bis Jahresende zum brasilianischen Erstligisten Internacional Porto Alegre. Dort bestritt er fünf Spiele in der Campeonato Gaúcho und acht Partien in der Liga. Nachdem die Leihe um ein weiteres Jahr verlängert worden war, wechselte Saravia fest zum Ligakonkurrenten Botafogo FR nach Rio de Janeiro. Der Vertrag erhielt eine Laufzeit über ein Jahr mit der Option auf die Verlängerung um ein weiteres. Die Option wurde von dem Klub nicht wahrgenommen. Durch einen Wechsel zu Atlético Mineiro nach Belo Horizonte spielte Saravia weiterhin in der Série A. Der Kontrakt erhielt eine Laufzeit bis Juli 2023, mit einer automatischen Verlängerung bis Dezember des Jahres, wenn die geplanten Saisonziele bis Juli erreicht sind.

### Nationalmannschaft
Am 8. September 2018 debütierte Renzo Saravia beim 3:0-Sieg im freundschaftlichen Länderspiel gegen Guatemala für die argentinische Nationalmannschaft. Mit seinem Heimatland nahm auch an der Copa América 2019 in Brasilien teil, wo er in zwei Gruppenspielen zum Einsatz kam.

## Erfolge
Racing Club
- Argentinischer Meister 2018/19

Atlético Mineiro
- Staatsmeisterschaft von Minas Gerais: 2023